# Смирнов, Илья Корнилович
Илья Корнилович Смирнов (17 (29) июля 1887 года, село Большое Отряково, ныне Парфеньевский район, Костромская область — 28 июня 1964 года, Москва) — советский военный деятель, генерал-лейтенант (4 июня 1940 года).

## Начальная биография
Илья Корнилович Смирнов родился 17 (29) июля 1887 года в селе Большое Отряково ныне Парфеньевского района Костромской области.

## Военная служба
В ноябре 1908 года был призван в Русскую императорскую армию. Служил в 145-м Новочеркасском пехотном полку, уволился в запас в звании ефрейтора.

### Первая мировая и Гражданская войны
Призван в армию вторично после начала Первой мировой войны в июле 1914 году. Служил в 1-м запасном полку в Петрограде, окончил унтер-офицерские прожекторные курсы при Электротехническом запасном батальоне в 1916 году. С 1916 года воевал старшим унтер-офицером прожекторной станции 35-го сапёрного батальона 40-го армейского корпуса на Юго-Западном и Румынском фронтах. После событий Февральской революции активно участвовал в революционных событиях на фронте, был избран председателем полкового солдатского комитета. За выступление на антивоенном митинге в июле 1917 года был убран из части и переведён делопроизводителем в радиотелеграфное отделение штаба Румынского фронта в Яссах. Однако и там И. К. Смирнов объединил революционно настроенных солдат. Когда помощник главнокомандующего Румынским фронтом генерал от инфантерии Д. Г. Щербачёв поддержал Корниловское выступление, унтер-офицер Смирнов с группой солдат пытался его арестовать, но сам был арестован верными Временному правительству офицерами. Позднее по требованию солдатского комитета 4-й армии был освобождён и в феврале 1918 года демобилизован.
С марта 1918 года работал в земельном отделе волостного исполкома села Поташка Красноуфимского уезда Пермской губернии. Когда в конце мая 1918 года началось восстание Чехословацкого корпуса, участвовал в создании красного партизанского отряда в 200 человек, стал помощником командира отряда и воевал против белочехов и белогвардейцев в Красноуфимском уезде.
В июле 1918 года с отрядом вступил в Красную Армию. Сражался в Гражданской войне. С июля 1918 года командовал батальоном 2-го Красноуфимского стрелкового полка, с июля 1918 — командовал 1-м Кунгурским стрелковым полком (потом переименован в 163-й Красноуфимский стрелковый полк) 30-й Иркутской стрелковой дивизии. С августа 1920 — командир и комиссар 88-й стрелковой бригады этой дивизии. Воевал в составе 3-й и 5-й армий Восточного фронта против войск адмирала А. В. Колчака. В сентябре 1921 года дивизия была передана в состав Харьковского военного округа. В августе 1922 года назначен помощником командира этой стрелковой дивизии, но в том же году направлен на учёбу.

### Межвоенный период
В 1923 году окончил Высшие академические курсы высшего начсостава, а с июля того же 1923 года служил начальником 4-х Могилёвских курсов командного состава, с апреля 1924 года — помощником и врид начальника (апрель 1924 — ноябрь 1925) 8-й Ленинградской пехотной школы, с ноября 1924 года — помощником инспектора вузов штаба Уральского военного округа, с сентября 1925 года — начальником Саратовской пехотной школы, а с декабря 1926 года — помощник командира 1-й Казанской стрелковой дивизии Приволжского военного округа.
В 1928 году Смирнов окончил Курсы усовершенствования высшего начальствующего состава при Военной академии РККА им. М. В. Фрунзе. С октября 1929 по сентябрь 1930 года и с марта 1931 по декабрь 1932 года служил командиром и комиссаром 22-й стрелковой дивизии (Северо-Кавказский военный округ).
В 1931 году окончил курсы командиров-единоначальников при Военно-политической академии имени Н. Г. Толмачёва, а в 1934 году — особый факультет Военной академии РККА им. М. В. Фрунзе. С января 1935 года служил командиром и комиссаром 43-й стрелковой дивизии Белорусского военного округа, с июня 1937 года — командиром-комиссаром 2-го стрелкового корпуса, с декабря 1937 — членом Военного совета Киевского военного округа, с апреля 1938 года — командующим войсками Харьковского военного округа. 7 октября 1938 года утверждён членом Военного совета при народном комиссаре обороны СССР. С апреля 1940 года — заместитель генерал-инспектора пехоты Красной Армии, а с июля 1940 года — начальник Управления вузов Красной Армии.

### Великая Отечественная война
С августа 1941 года служил начальником тыла — заместителем командующего войсками Южного фронта по тылу.
С февраля 1942 года — исполняющий должность командующего 18-й армией Южного фронта. Во время командования Смирнова армия вела тяжёлые оборонительные бои на Правобережной Украине южнее Ворошиловграда.
С 25 апреля 1942 года находился в распоряжении главнокомандующего Юго-Западным направлением. С мая по июль 1942 года командовал 24-й армией, сформированной в мае 1942 года и находившейся во втором эшелоне Южного фронта. 13 июля армия, выдвигаясь на рубеж Ореховка, Титовка (севернее Миллерово), вступила в бой с превосходящим противником, вскоре армия была вынуждена отступать на юг, и к 17 июля 1942 года заняла оборону на правом берегу Северского Донца.
С сентября 1942 года Смирнов находился в распоряжении Главного управления кадров наркомата обороны.
28 октября был назначен на должность начальника тыла — заместителя командующего войсками Калининского фронта по тылу, но 17 декабря 1942 года был снят с должности как не справившийся.
С декабря 1942 года служил помощником командующего войсками Северо-Западного фронта по формированию, а с сентября 1943 года — заместителем командующего войсками Степного фронта. С 3 по 22 февраля 1944 года исполнял должность командующего 4-й гвардейской армией (2-й Украинский фронт). К 3 февраля армия наряду с другими армиями 2-го и 1-го Украинского фронтов в ходе Корсунь-Шевченковской операции создала внутренний фронт окружения, а к 18 февраля завершила разгром корсунь-шевченковской группировки противника.
В мае 1944 года Смирнов был назначен на должность командующего войсками Львовского военного округа, созданного в Западной Украине. На этой должности была проделана значительная работа по формированию резервных соединений и частей, по подготовке маршевых подразделений для действующей армии, также войска округа вели борьбу с отрядами украинских националистов, осуществляли охрану тыловых объектов и транспортных магистралей. В июле 1945 года Львовский военный округ был включен в состав Прикарпатского военного округа.

### Послевоенная карьера

Могила И. К. Смирнова на Введенском кладбище Москвы.

С июля 1945 года по июнь 1946 года служил командующим войсками Горьковского военного округа. В октябре 1946 года был назначен на должность заместителя командующего войсками Московского военного округа по вузам.
Депутан Верховного Совета СССР 1-2 созывов (1937—1950).
С мая 1953 года в отставке.
Илья Корнилович Смирнов умер 28 июня 1964 года в Москве. Похоронен на Введенском кладбище (23 уч.).

## Воинские звания
- комдив (26.11.1935)
- комкор (31.12.1937)
- генерал-лейтенант (4.06.1940)

## Награды
- Орден Ленина (21.02.1945)
- Пять орденов Красного Знамени (1925, 22.02.1938, 17.04.1943, 3.11.1944, 22.06.1948)
- Орден Кутузова 1-й степени (1.11.1943)
- Медали СССР
- Именные золотые часы (приказом по войскам 5-й армии № 955 от 28.06.1920)[5]